# Hangzhou Civic Center
Le Hangzhou Civic Center est un ensemble de 6 gratte-ciel de 110 mètres de hauteur et de 26 étages, construit à Hangzhou de 2004 à 2012.
L'immeuble abrite la mairie et les services municipaux de Hangzhou.
Les 6 tours sont incurvées et sont positionnées en cercle au centre duquel se trouve un jardin. Toutes les tours sont reliées par un pont à 85 mètres de hauteur.
La surface de plancher de l'ensemble est de 580 000 m2.
L'architecte est l'agence Tongji Architectural Design (Group) Co., Ltd.